# Wiejki (gromada)
Wiejki – dawna gromada, czyli najmniejsza jednostka podziału terytorialnego Polskiej Rzeczypospolitej Ludowej w latach 1954–1972.
Gromady, z gromadzkimi radami narodowymi (GRN) jako organami władzy najniższego stopnia na wsi, funkcjonowały od reformy reorganizującej administrację wiejską przeprowadzonej jesienią 1954 do momentu ich zniesienia z dniem 1 stycznia 1973, tym samym wypierając organizację gminną w latach 1954–1972.
Gromadę Wiejki z siedzibą GRN w Wiejkach utworzono – jako jedną z 8759 gromad – w powiecie białostockim w woj. białostockim, na mocy uchwały nr 11/V WRN w Białymstoku z dnia 4 października 1954. W skład jednostki weszły: obszar dotychczasowej gromady Wiejki i obszar l.p. N-ctwa Waliły o pow. 1628,64 ha ze zniesionej gminy Gródek, oraz obszar dotychczasowej gromady Podozierany i miejscowość Łuplanka Nowa kolonia z dotychczasowej gromady Romanowo ze zniesionej gminy Michałowo w tymże powiecie. Dla gromady ustalono 11 członków gromadzkiej rady narodowej.
1 stycznia 1957 do gromady Wiejki przyłączono wieś Romanowo z gromady Szymki.
31 grudnia 1959 gromadę Wiejki zniesiono, włączając ją do gromad Gródek (wsie Wiejki i Podozierany oraz obszar l.p. N-ctwa Waliły o pow. 1628,64 ha) i Szymki (wieś Romanowo oraz kolonię Łuplanka Nowa-Kolonia).